# Museo Legislativo Los Sentimientos de la Nación
El Museo Legislativo Los Sentimientos de la Nación se encuentra localizado en el Palacio Legislativo de San Lázaro sede del Congreso de la Unión en la Ciudad de México, México. El museo se enfoca a la difusión de la historia del Poder Legislativo mexicano, abarcando desde la época prehispánica hasta nuestros días. Su nombre se debe al documento Sentimientos de la Nación expuesto por José María Morelos y Pavón el día 14 de septiembre de 1813 en Chilpancingo.

## Salas
El museo se divide en 4 salas:
- Las raíces indígenas. Donde se reconstruye la forma en que estaban organizados los pueblos originarios del país.
- Los principios coloniales. Presenta las leyes, e instituciones durante los 300 años de dominio español.
- El surgimiento de una nación. Muestra la organización del país desde la época de la independencia hasta fines del siglo XIX.
- siglo XX. Sala que muestra la búsqueda de la justicia social desde la Revolución Mexicana hasta las leyes actuales.[2]